# Нордгрен, Анна
Анна Кристина Нордгрен (13 мая 1847, Мариестад — 10 сентября 1916, Скара) — шведская художница.

## Биография
Анна Нордгрен родилась в 1847 году в семье землевладельца. Была одной из первых студенток Королевской академии свободных искусств, где её учителями были Карл Густав Кварнстрем и Юхан Боклунд. В 1875 году отправилась в Париж, чтобы продолжить обучение в Академии Жюлиана, где стала ученицей Тони Робера-Флёри. В 1879, 1880, 1881, 1883 годах выставлялась в Парижском салоне. Следующие годы провела в Лондоне, где участвовала в многочисленных выставках. У неё также были персональные выставки в 1894 и 1897 годах. В 1899 году вернулась в Швецию.
Работы художницы хранятся в Национальном музее Швеции, музее Атенеум и др.